# لوژون، کبک
لوژون (به فرانسوی: Lejeune) شهری در منطقه شهری تمیسکوواتا ناحیه با-سن-لوران در استان کبک کانادا است. در سرشماری سال ۲۰۱۱ این شهر ۳۶۲ نفر جمعیت داشته‌است و مساحت آن ۲۶۹٫۴ کیلومتر مربع است.